# Aubigny-la-Ronce
Aubigny-la-Ronce település Franciaországban, Côte-d’Or megyében. Lakosainak száma 170 fő (2022. január 1.). Aubigny-la-Ronce Molinot, Nolay, Santosse, Épinac, Saisy és Cormot-Vauchignon községekkel határos.

## Népesség
A település népességének változása:
| Lakosok száma | 148  | 107  | 130  | 161  | 166  | 166  | 167  | 167  | 167  | 170  |
|               | 1968 | 1982 | 1990 | 2006 | 2013 | 2015 | 2017 | 2019 | 2020 | 2022 |